# Sasaki Takatsuna
Sasaki Takatsuna est un nom japonais traditionnel ; le nom de famille (ou le nom d'école), Sasaki, précède donc le prénom (ou le nom d'artiste).
Sasaki Takatsuna (佐々木高綱, 1160-8 décembre 1214) est un samouraï qui participe à la guerre de Genpei entre les clans Minamoto et Taira.
Encore enfant lors de la rébellion de Heiji (1159-1160), Sasaki survit au massacre de sa famille qui se déroule quelques années plus tard. Il grandit ainsi avec une tante à Kyoto et rejoint les forces de Minamoto no Yoritomo en 1180 lorsque celui-ci demande du soutien contre le clan Taira.
Sasaki sauve la vie de Yoritomo à la bataille d'Ishibashiyama et aide à détruire le clan Taira après la fin de la guerre. Il en est récompensé par le poste de shugo (gouverneur) de la province de Nagato.

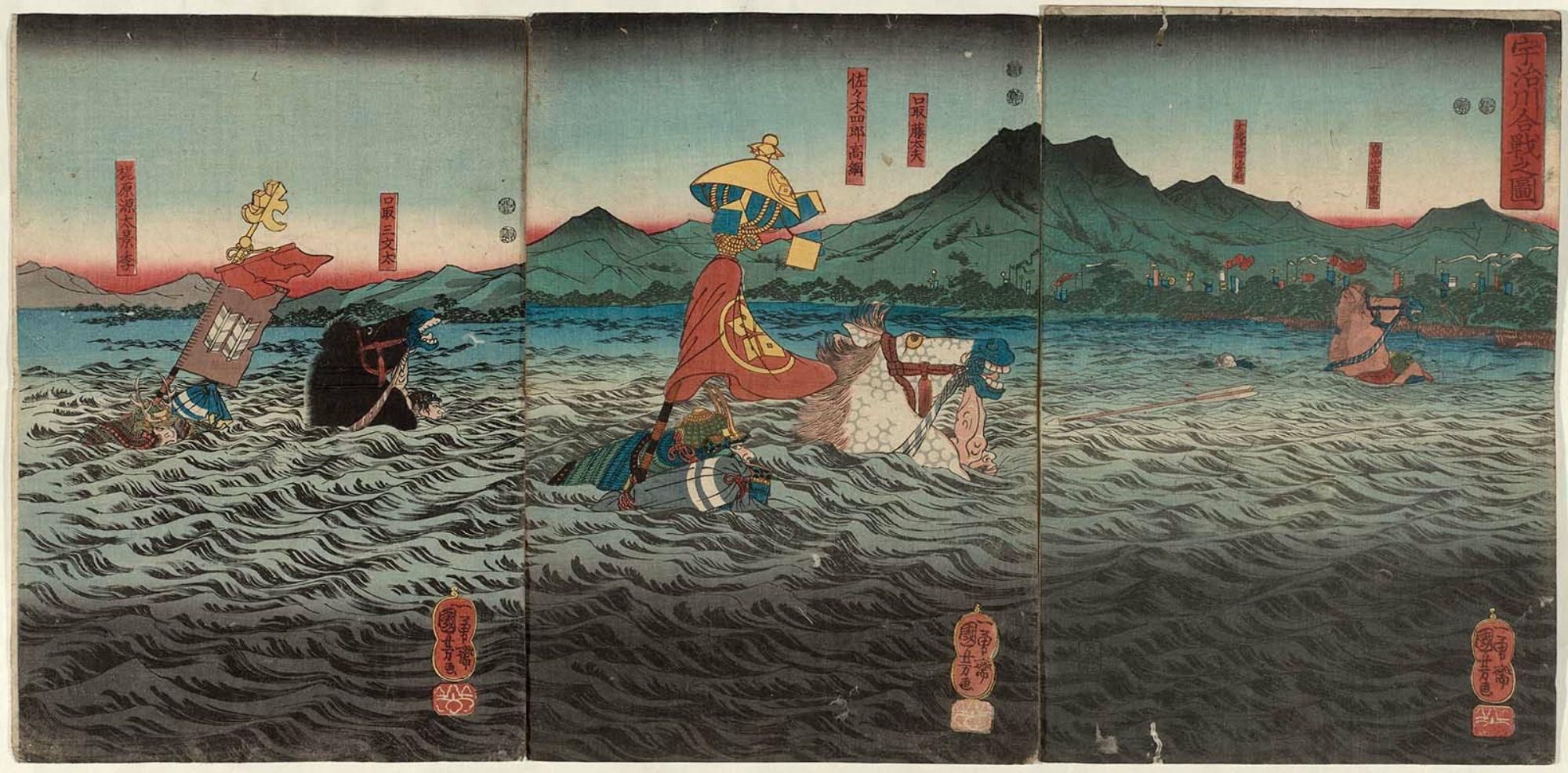
Sasaki Takatsuna montant Ikezuki pour traverser la rivière Uji avant la bataille d'Uji, dans une œuvre de Utagawa Kuniyoshi.

En 1195, Sasaki se retire sur le mont Koya pour devenir prêtre shingon et laisse à son fils son poste, ses terres et tous ses biens. Il est probablement mort en 1214 à Matsumoto. Maresuke Nogi est l'un de ses descendants.
Lorsque Sasaki est représenté dans les contes populaires ou dans les œuvres d'art, il est souvent montré faisant la course avec Kajiwara Kagesue lors de la traversée de la rivière Uji, chevauchant le cheval blanc de Yoritomo, Ikezuki, pour être le premier à arriver au combat à la bataille d'Uji.

## Source de la traduction
- (en) Cet article est partiellement ou en totalité issu de l’article de Wikipédia en anglais intitulé « Sasaki Takatsuna » (voir la liste des auteurs).